# Bo Hansson
Bo Hansson (10 aprile 1943 – Stoccolma, 23 aprile 2010) è stato un musicista svedese.
Oltre che per la sua carriera solista, è noto per la sua collaborazione degli anni '60 con il batterista e attore Janne Carlsson nel duo chiamato Hansson & Karlsson.

## Discografia parziale
Da solista
- 1972 - Music Inspired by Lord of the Rings
- 1973 - Magician's Hat
- 1975 - Attic Thoughts
- 1977 - Music Inspired by Watership Down
- 1983 - Reflection: Best of Bo Hansson
- 1985 - Mitt i livet

Hansson and Karlsson
- 1967 - Monument
- 1968 - Rex
- 1969 - Man at the Moon
- 1998 - Hansson & Karlsson
- 2010 - For People in Love 67–68